# جاده (مجموعه تلویزیونی)
جاده نام یک مجموعهٔ نمایشی تلویزیونی به کارگردانی «فریدون فرهودی» است که در سال ۱۳۷۲ تولید و از  شبکه ۲ پخش گردید.

## خلاصه داستان
جوانی به نام «صادق»، مادر و خواهرش را در حملات موشکی دشمن از دست داده است. او به همراهِ پدرش، با یک کامیون VOLVO باری ۶ چرخ برآن هستند تا به دزفول رفته و مزار آنان را زیارت کنند. در آنجاست که متوجه می‌شوند که «زهرا»، خواهرِ صادق، زنده است و خانمی از او نگهداری می‌کند. آن دو، به جستجوی زهرا می‌پردازند، نشانه‌های مختلفی از او را دُنبال می کنند و در این راه با وقایع و ماجراهای بسیاری روبه‌رو می‌شوند و سرانجام، «زهرا» را می‌یابند.

## بازیگران و عوامل تولید

### بازیگران
- حمید لبخنده
- رضا خندان
- عزیزالله هنرآموز
- محمود بصیری
- جهانگیر فروهر
- وحید شیخ‌زاده
- میرصلاح حسینی
- بهروز مسروری

### عوامل تولید
- کارگردان: فریدون فرهودی
- نویسنده: رضا عمرانی
- تصویربردار: علیرضا تقی‌خانی
- تدوین: مهشاد شمس
- تهیه‌کننده: منوچهر شاهسواری
- فرمت تصویر: ۱۶ میلیمتری
- مدت زمان: ۵۵۷ دقیقه
- تعداد قسمت‌ها: ۱۱ قسمت
- محصول: گروه فیلم و سریال و تئاتر شبکه ۲
- سال تولید: ۱۳۷۲